# Скат (игра)
Вижте пояснителната страница за други значения на СКАТ и скат.
Скат е най-популярната игра в Германия и Австрия, както и в някои американски щати като Уисконсин и Тексас, където живее голям брой население с немски корени.

## Колода
Тестето за скат се състои от 32 карти от 4-те традиционни бои. Колодата започва със седмици и завършва с аса. Дамата в играта се нарича обер, а валето – унтер. Понякога в ската се използват специални карти (дамите например са изобразени като въоръжени мъже и т.н.).

## Разиграване
Всяко разиграване се състои от 5 фази: раздаване на картите, наддаване, игра (разиграване), пресмятане на точките, записване на резултата.
Схемата за раздаване на картите, наддаването и записването на крайния резултат винаги е една и съща, докато играта пресмятането на точките зависи от типа разиграване.
При всяко раздаване (освен при обявен Без коз) валетата имат особено значение, те са високи козове: най-високият коз е J♣, следван от J♠, J♥ и J♦.

## Раздаване на картите
Играта започва с раздаване на картите. При всяко поредно разиграване раздаването на картите върви по посока на часовниковата стрелка. Всеки участник получава по 10 карти, а 2 карти се слагат на масата като талон. Играчът, който спечели наддаването, има право да смени две от своите карти с картите от талона.

## Наддаване
След като картите бъдат раздадени, наддаването започва играчът, който седи отдясно на раздавача. Негов противник в наддаването е участникът, седящ от дясната му страна. Ако той е пасувал, наддаването започва раздавачът. Наддаването винаги стартира от числото 18 – най-ниският резултат, който може да бъде постигнат в играта на скат. Ако първият играч е пасувал, той казва „пас“, „рамш“ или „17“. Ако е решил да наддава обаче, тогава играчът, срещу когото върви наддаването, потвърждава участието си в него, казвайки „Имам“, или пасува, но няма право да „вдига залога“. Спечелилият в наддаването се нарича „солист“. Солистът може да вземе 2 карти от талона и да ги смени с 2 от своите, но може да играе и „от ръка“ (без да сменя карти).

## Смяна на картите
Картите от талона са „собственост“ на солиста и в края на разиграването се добавят към общия му резултат.

## Игра (Разиграване)
Въпреки че видът на разиграването се определя от солиста, пръв на ход е играчът, който седи отляво на раздавача. Всяко разиграване (с изключение на първото) се базира на принципа, че победителят в предишния кръг има право да играе пръв. След това играе противникът от лявата му страна и накрая последният участник. Взятката прибира играчът, „хвърлил“ най-високата карта. Задължителната боя в този кръг е цветът на картата, изиграна от първия играч. Останалите играчи са длъжни да отговорят със същата боя, ако имат такава. Картите от всяка взета ръка се слагат с лицето надолу.

## Игра на боя
При играта на боя солистът обявява за козова боята, която той сметне за най-изгодна. Важно е да се знае, че независимо от избрания цвят, силата на валетата се запазва. В играта на боя участват 4 валета и по 7 карти от всеки цвят.
Силата на картите в низходящ ред е както следва: A, 10, K, Q, 9, 8 и 7.
Взятката прибира играчът, изиграл най-високата карта от дадена боя или най-високия коз, ако не е имал боя. В случай, че първият е играл вале, другите участници също са длъжни да дадат вале, ако имат такова.
При ската отговарянето на цвета е задължително, т.е. ако някой е играл пики, останалите играчи са длъжни да отговорят с карти от същия цвят. Ако не разполагат с исканата боя, могат да играят произволна карта. „Цакането“ (изиграването на коз) не е задължително, но все пак нямате право да го играете, ако разполагате с карти от цвета, „пуснат“ от първия играч в даденото разиграване. Не е задължително също така да се отговаря с по-висока карта на картата, изиграна от предишния играч.

## Гранд
За разлика от играта на боя, където има 11 коза (4 валета, A, 10, K, Q, 9, 8, 7), при гранда козове са само валетата според тяхната сила (в низходящ ред): J♣, J♠, J♥, J♦. В резултат на това обаче точките при гранда с аповече.

## Без коз. Без ръце. Революция
При този вариант на играта няма козове. Променя се и силата на картите: десетката е по-слаба от валето и по-силна от деветката, а валето се намира между слабата десетка и по-силната дама. Солистът не трябва да вземе нито една ръка. Без козът може да бъде „открит“ (овер) – тогава солистът трябва да покаже картите си на своите противници след първия кръг.
Революция се нарича разиграване, при което солистът трябва да покаже картите си на своите противници преди началото на кръга, като неговите съперници имат право да разменят карти помежду си.

## Разиграване от ръка (без талон)
Солистът не взема талона (т.е. не сменя картите си с тези от талона). Никой няма право да поглежда талона. След приключване на разиграването точките от талона се добавят към резултата на солиста. Този тип разигравания носят повече точки.

## Пресмятане на точките
След края на разиграването всички играчи броят натрупаните точки. При игра на боя или гранд солистът е длъжен да набере минимум 61 точки. Броенето на точките се извършва по следния начин: всеки играч пресмята точките от своите взятки (A=11т., 10=10т., K=4т., Q=3т., J=2т.). Останалите карти не се броят. Солистът прибавя и точките от картите, които преди това е изчистил. Ако някой от играчите е спечелил по-малко от 30 точки, тогава се обявява шнайдер; ако някой от играчите не е взел нито една ръка, се обявява шнайдер шварц.